# Gergely Géza
Gergely Géza (Marosvásárhely, 1926. július 26. – Marosvásárhely, 1999. február 23.) művészpedagógus, színházi rendező, művészeti író.

## Életútja
Szülővárosa római katolikus gimnáziumában érettségizett (1948), rendezői diplomát a még Kolozsvárt működő Szentgyörgyi István Színművészeti Intézetben szerzett (1953); itt kezdte pályáját, majd Marosvásárhelyen ennek az intézetnek előadótanára. Közben az Állami Székely Színház rendezője (1954–69).
Színészpedagógiai tevékenysége figyelemre méltó: a főiskola végzőseinek vizsgaelőadásait a színi évadok izgalmas eseményeivé tudta avatni. Rendezésében vitték színpadra a fiatalok többek közt Maltz A próba (1961), Caragiale Zűrzavaros éjszaka (1962), Szigligeti Liliomfi (Kőmíves Nagy Lajossal, 1962), Goldoni A műgyűjtő családja (1966), Ionesco A kopasz énekesnő (1967), Ibsen Kísértetek (1970), Dürrenmatt A nagy Romulus (1971), Tennessee Williams Üvegfigurák (1975), Ion Băieșu Az eltűnt értelem nyomában (1982) című darabját. Ebben a sorozatban került színre 1974-ben két régi iskoladráma felújítása is: a Kocsonya Mihály házassága (Művelődés, 1970/12) és Jacob Masenius Rusticus imperans című latin bohózatának átdolgozása Egynapi királyság címmel.
Szakcikkeit a színjátszás, rendezés kérdéseiről, színészportréit az Utunk, Művelődés, Igaz Szó, A Hét, Új Élet, Előre, Vörös Zászló közölte; a Marosvásárhelyi Rádió magyar adásában a Színházi Krónika előadójaként működött, s nagy színművészek egyéniségét idézte fel az aranyszalagtár segítségével. Bevezetővel és rendezői utasításokkal látta el Szigligeti Ede Három színmű (Marosvásárhely, 1956) és Henrik Ibsen Nóra (1962) című kötetét, szerkesztette a Klasszikus vígjátékok (Marosvásárhely, 1970), Köpenyes, kardos komédiák (Marosvásárhely, 1970) s Játék és valóság (Marosvásárhely, 1973) című megyei kiadványokat.